# Nagambie
Nagambie – miasto w Australii, w stanie Wiktoria.